# 北京海淀艺术职业学校辱师事件
北京海淀艺术职业学校辱师事件，又称耳钉男事件，是一起发生在2007年5月末的公众事件。北京市海淀区艺术职业学校的学生在地理课堂上辱骂、嘲笑老师，将老师帽子打落，并录制视频上传至网络，引发舆论声讨。

## 事件经过
5月25日下午4时，名为“尛潶sK8eR”的用户在56网发布一段时长4分55秒的题为“超级搞笑……这就是偶们的课堂……哈哈哈哈……天天笑声不断，全能班无所不能”的视频。
视频中，地理课堂上学生各自为阵乱成一团，随意走动，完全不顾正在上课的老师。一位坐在教室右前方戴耳钉的男生上前将正在讲课的老师的帽子摘下，并对老师辱骂。一位后排的男生向老师扔水瓶。老师只劝学生“不要影响别人”。
3个小时后，视频访问量达5000多人次，晚上7时视频被删除。网友查明事发地为北京市海淀区艺术职业学校全能班的地理课堂。视频被转发到国内外网站，影响逐渐扩大。
27日晚，学校网站被黑客攻击，上面留有“我们的道德底线”字样。
28日，校方确认确有此事发生，但并未表态。涉事教师孙辛卯表示，不愿意继续追究事情，因为当事学生已经道歉。29日下午，仍有网友与记者赶到学校门口，网友企图冲破校门，校方请来警察维持秩序。下午4点15分左右，一辆金杯车载着涉事学生开出学校。
中央电视台《焦点访谈》《社会记录》等节目对此事件进行了专题报道。